# Смит, Фредерик Уоллас
Фредерик Уоллас Смит (англ. Frederick Wallace Smith; 11 августа 1944, Маркс, Миссисипи — 21 июня 2025, Мемфис, Теннесси) — американский бизнесмен; основатель, председатель совета директоров и президент компании FedEx.

## Биография
Родился 11 августа 1944 года в городе Маркс, штат Миссисипи, в семье Джеймса Фредерика Смита, который умер когда Фредерику было 4 года. Мальчика воспитывали мама и родной дядя.
Фредерик с детства страдал заболеванием костей, проводил много времени в постели, но восстановил своё здоровье к 10 годам, после чего стал хорошим футболистом и научился летать на самолёте в 15 лет.
Посещал начальную школу Presbyterian Day School, затем — Memphis University School в Мемфисе, штат Теннесси. В 1962 году поступил в Йельский университет, где уделял много внимания экономике, и который окончил в 1966 году, получив степень бакалавра в области экономики. В университете Смит стал членом братства (позже — его президентом) Delta Kappa Epsilon, одного из старейших североамериканских братств, основанного в 1844 году в колледже Yale College. Здесь он познакомился с будущим президентом США Джорджем Бушем, а также был другом Джона Керри.
После окончания университета служил в Корпусе морской пехоты США с 1966 по 1969 годы в качестве командира взвода и летал на самолёте OV-10 в качестве корректировщика. Воевал во Вьетнаме, совершив более 200 боевых вылетов. Получил в 1969 году звание капитана, был награждён бронзовой и серебряной звёздами США, дважды был удостоен медали Пурпурное сердце. И уже тут, в армии, Смит внимательно наблюдал за процедурами закупки и доставки грузов, мечтая о создании круглосуточной службы доставки.
В 1970 году Смит приобрёл контрольный пакет акций в компании по эксплуатации авиатехники Ark Aviation Sales, а 18 июня 1971 года основал собственную логистическую компанию Federal Express, которая в 1973 году начала предоставлять свои услуги в 25 городах. В начале существования компании Фредерик Смит преодолевал многочисленные трудности. Так, однажды компании необходимо было оплатить топливные расходы в размере 24 000 долларов, а на её счету на этот момент было только пять тысяч. Смит снял все деньги, поехал в Лас-Вегас и выиграл в блэкджек 27 000 долларов. На 2015 год FedEx Corporation предоставляет почтовые, курьерские и другие услуги логистики по всему миру.
Фредерик Смит был введён в Junior Achievement U.S. Business Hall of Fame в 1998 году. В 2004 году он был признан директором года по версии журнала Chief Executive Magazine, в 2008 году стал лауреатом премии Kellogg Award for Distinguished Leadership присуждаемой бизнес-школой Kellogg School of Management. Также был удостоен премии Бауэра (2008 год) за лидерство в бизнесе и премии Tony Jannus Award (2011 год) за выдающийся вклад в коммерческой авиации.
В марте 2014 года журнал Fortune Magazine поставил его на 26-е место в списке «50 величайших лидеров».
В марте 2022 года Смит объявил, что уйдёт с поста генерального директора и станет исполнительным председателем. Он назвал своим преемником давнего руководителя FedEx Раджа Субраманиама.
Проживал в Мемфисе, штат Теннесси. Умер 21 июня 2025 года в возрасте 80 лет.